# Liste der Kulturdenkmale in Manhagen
In der Liste der Kulturdenkmale in Manhagen sind alle Kulturdenkmale der schleswig-holsteinischen Gemeinde Manhagen (Kreis Ostholstein) und ihrer Ortsteile aufgelistet (Stand: 10. März 2025).

## Legende
In den Spalten befinden sich folgende Informationen:
- Objekt-ID: die Nummer des Kulturdenkmales
- Lage: die Adresse des Kulturdenkmales und die geographischen Koordinaten. Kartenansicht, um Koordinaten zu setzen. In der Kartenansicht sind Kulturdenkmale ohne Koordinaten mit einem roten Marker dargestellt und können in der Karte gesetzt werden. Kulturdenkmale ohne Bild sind mit einem blauen Marker gekennzeichnet, Kulturdenkmale mit Bild mit einem grünen Marker.
- Offizielle Bezeichnung: Bezeichnung des Kulturdenkmales
- Beschreibung: die Beschreibung des Kulturdenkmales
- Bild: ein Bild des Kulturdenkmales

## Bauliche Anlagen
| Objekt-ID     | Lage                                              | Offizielle Bezeichnung   | Beschreibung | Bild |
| ------------- | ------------------------------------------------- | ------------------------ | --- | ---- |
| 6259 Wikidata | Manhagenerfelde 20 (54° 11′ 32″ N, 10° 56′ 26″ O) | Ehemalige Gastwirtschaft | Alteintragung (Aktualisierung vorgesehen) - Begründung: geschichtlich, städtebaulich - Schutzumfang: gesamtes Objekt - Denkmaltyp: Bauliche Anlage | BW   |

## Gründenkmale
| Objekt-ID | Lage                                     | Offizielle Bezeichnung | Beschreibung | Bild |
| --------- | ---------------------------------------- | ---------------------- | --- | ---- |
| 41019     | Dorfstraße (54° 12′ 52″ N, 10° 0′ 43″ O) | Friedenseiche          | Friedenseiche; nach 26.02.1871; Eiche als Gedenkbaum; mit Granitfindling als Gedenkstein - Begründung: geschichtlich, städtebaulich - Schutzumfang: Friedenseiche, Gedenkstein - Denkmaltyp: Gründenkmal | BW   |

## Quelle
- Liste der Kulturdenkmale in Schleswig-Holstein – Kreis Ostholstein (PDF)

- Karte mit allen Koordinaten:
- OSM |
- WikiMap